# Hermann Fischer (Politiker, 1884)
Hermann Fischer (* 15. März 1884; † 1940) war ein deutscher Politiker (NSDAP) und SA-Mitglied.

## Leben
Fischer trat zum 6. Juli 1925 der NSDAP bei (Mitgliedsnummer 9.354). Er schloss sich auch der SA an und wurde Standartenführer (Oberstleutnant) in Roßlau. 1932 zog er in den Landtag des Freistaates Anhalt ein, dem er bis zu seiner Auflösung 1933 angehörte. Von der NSDAP auf dem Listenplatz 239 vorgeschlagen, kandidierte er bei der Wahl zum Deutschen Reichstag am 29. März 1936, zog aber nicht ein.